# Naprej, zastava slave
Naprej, zastava slave  — урочистий гімн Словенії.

## Історія
Мелодія скомпонована Даворин Єнко, оригінальний текст мовою написав Симон Єнко. Офіційний марш словенської нації, а з 1995 року також і ЗСС та їх головнокомандувача. У XXI ст. «Naprej, zastava slave» є офіційним маршем президента країни.